# Voetbalelftal van Wallis en Futuna (mannen)
Het voetbalelftal van Wallis en Futuna is een team van voetballers dat Wallis en Futuna vertegenwoordigt bij internationale wedstrijden. De voetbalbond van Wallis en Futuna is geen lid van de FIFA en is dus uitgesloten van deelname aan het wereldkampioenschap voetbal. Ook mag het team niet meedoen in de strijd om de OFC Nations Cup.
Wallis en Futuna heeft tot op heden in totaal 23 wedstrijden gespeeld, alle op de Zuid-Pacifische Spelen tussen 1966 en 1995. Drie wedstrijden werden er gewonnen en er werd twintig keer verloren.

1 CONCACAF-lid · 2 geassocieerd CAF-lid · 3 geassocieerd OFC-lid · 4 geassocieerd AFC-lid